# 茹尔萨克
茹尔萨克（法語：Joursac，法語發音：[ʒuʁsak]）是法国康塔尔省的一个市镇，位于该省东部，属于圣弗卢尔区。

## 地理
茹尔萨克（45°8'31"N, 3°0'20"E）面积21.11 平方千米，位于法国奥弗涅-罗讷-阿尔卑斯大区康塔爾省，该省份为法国中南部省份，位于法國中央高原中心，北起科雷兹省、上盧瓦爾省和多姆山省，西接洛特省和科雷兹省，南至阿韦龙省和洛特省，东临上盧瓦爾省和洛泽尔省。
与茹尔萨克接壤的市镇（或旧市镇、城区）包括：费里耶尔-圣玛丽、佩吕斯、塔利扎、圣阿娜斯塔西、讷萨格-穆瓦萨克。
茹尔萨克的时区为UTC+01:00、UTC+02:00（夏令时）。

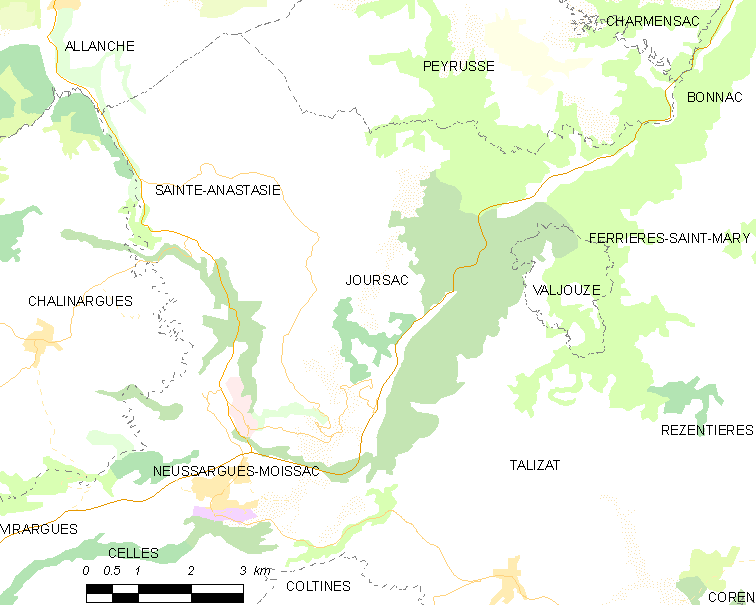
茹尔萨克的OSM定位图

## 行政
茹尔萨克的邮政编码为15170，INSEE市镇编码为15080。

## 政治
茹尔萨克所属的省级选区为米拉县。

## 人口

1962-2008年间茹尔萨克人口变化图示

茹尔萨克于2022年1月1日时的人口数量为155人。